# Oublier Palerme (roman)
Pour les articles homonymes, voir Oublier Palerme.
Oublier Palerme est un roman d'Edmonde Charles-Roux publié en 1966 aux éditions Grasset et ayant obtenu le Prix Goncourt la même année. Sa rédaction fut commencée en 1961 au Moulin du Breuil à Combs-la-Ville, dans une maison prêtée par Helena Rubinstein, poursuivie à Mondello (Palerme) en 1964-1965, et achevée à Morainville en 1966. L'ouvrage sera couronné par le Prix Goncourt en 1966.
Ce roman a été adapté au cinéma avec le film Oublier Palerme de Francesco Rosi en 1990.

## Historique du roman
L'œuvre est inspirée d'un fait divers dont Edmonde Charles-Roux avait lu le récit dans un journal local lors d'une visite en Sicile : l'agression à l'arme blanche d'un vendeur palermitain par un notable américain d'origine sicilienne, candidat à la mairie de New York, pour des raisons de jalousie,. Oublier Palerme connaît un grand succès lors de sa parution en 1966 et est récompensé par le prix Goncourt au deuxième tour de scrutin.

## Éditions
- Oublier Palerme, Éditions Grasset, Paris, 1966.